# Amir Abrashi
Amir Malush Abrashi, född 27 mars 1990, är en schweizisk-albansk fotbollsspelare som spelar för Grasshopper.

## Klubbkarriär
Den 27 januari 2021 lånades Abrashi ut av SC Freiburg till FC Basel på ett låneavtal över resten av säsongen 2020/2021.
Den 23 juni 2021 återvände Abrashi till Grasshopper, där han skrev på ett tvåårskontrakt. I februari 2024 förlängdes Abrashis kontrakt med ett år till 2025.

## Landslagskarriär
Abrashi debuterade för Albaniens landslag den 14 augusti 2013 i en 2–0-vinst över Armenien. Han var uttagen i Albaniens trupp vid fotbolls-EM 2016.